# Теодор-Рузвельт (водохранилище)
Теодор-Рузвельт (англ. Theodore Roosevelt Lake) — крупное водохранилище на реке Солт в штате Аризона, США. Расположено примерно в 130 км к северо-востоку от города Финикс, почти полностью на территории округа Хила и частично на территории округа Марикопа. Теодор-Рузвельт — крупнейшее водохранилище, полностью расположенное на территории Аризоны. Является частью Проекта реки Салт. Плотина Теодор-Рузвельт строилась с 1905 по 1911 годы. Как водохранилище, так и плотина, которая его формирует, названы в честь 26-го президента США, Теодора Рузвельта.
Водохранилище является популярным местом отдыха на территории национального леса Тонто. Объём составляет около 2,039 км³; при противопаводковом режиме работы водохранилище может вмещать 3,590 км³ воды. Площадь поверхности — 87 км². Примерно в 6 км ниже по течению от плотины Рузвельта располагается водохранилище Апачи.